# Panorama (Leipzig)

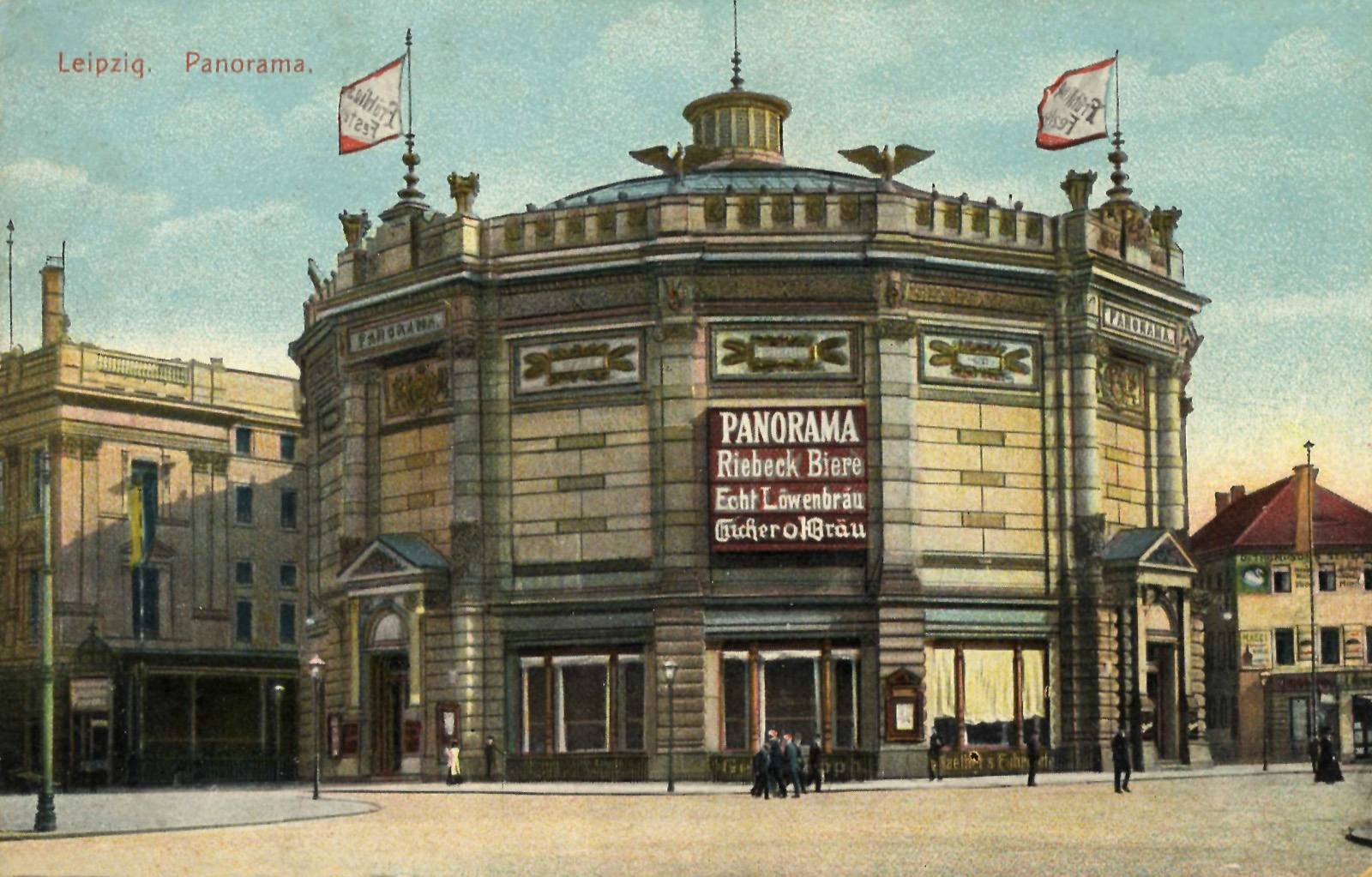
Das Panorama um 1900

Das Panorama in Leipzig war ein über etwa 60 Jahre bestehender Bau, der zunächst zur Vorführung von Panoramabildern und später als Theater- und Vergnügungslokal genutzt wurde.

## Lage und Gestalt
Das Panorama befand sich am Roßplatz an der Einmündung der Markthallenstraße, auf heutige Verhältnisse bezogen, im östlichen Anschluss an das Gebäude des ehemaligen Bowling-Treffs. Der östliche Nachbar des Panoramas war das Vereinshaus der Gesellschaft Harmonie.
Das Panorama war ein als Rundbau erscheinender sechzehneckiger Baukörper von etwa 20 Meter Durchmesser und circa der gleichen Höhe. Über dem Erdgeschoss, das eine große Gaststätte beherbergte, folgte der eigentliche Ausstellungsraum. Dieser war fensterlos. Zur Beleuchtung der Panoramabilder war ein breiter Ring der Dachkuppel verglast. Die Besucher konnten diese Lichtquelle nicht sehen, was zu einer natürlicheren Wirkung des Panoramabildes beitrug. Die Fassade war mit Schmuckelementen aus hellem Werkstein versehen, und das Dachgesims trug Skulpturen in Form von Adlern und Vasen. Für die Umnutzung als Veranstaltungssaal wurden Mitte der 1920er-Jahre im ehemaligen Ausstellungsraum großflächige Fenster angebracht. Im Keller des Hauses befanden sich Weinlager und Probierstuben. Zur Anlage gehörte auch ein Garten hinter dem Gebäude.

## Geschichte
1883 begann in Leipzig der Bau eines Gebäudes zur Präsentation von Panoramabildern, so wie sie auch in anderen deutschen Städten zur Darstellung von Schlachtenpanoramen nach dem Deutsch-Französischen Krieg 1870/71 in Mode gekommen war. Die Baustelle lag am Roßplatz auf dem Gelände des ehemaligen Ratszimmerhofes, auf dem auch das Wohnhaus des Baudirektors Johann Carl Friedrich Dauthe gestanden hatte. Die Eröffnung fand am 24. September 1884 statt. Die in einzelnen Fällen dokumentierte Übernahme von Panoramen in andere, bereits bestehende Panorama-Bauten legt die Vermutung nahe, dass diese Bauten von Anfang an in sehr ähnlichen Abmessungen konzipiert wurden.
Das Leipziger Panorama zeigte unter anderem die Bilder „Die Schlacht bei Mars-la-Tour“, „St. Privat“, „Die Schlacht von Weißenburg“ und die „Völkerschlacht bei Leipzig“. Die Schlachtendarstellungen dienten insbesondere auch der Beförderung des Patriotismus der Besucher. 1889 wurde hier auch das „Panorama von Rom mit dem Einzug Constantins im Jahre CCCXII“ von Josef Bühlmann und Alexander Wagner ausgestellt, das Yadegar Asisi als Grundlage für sein Bild „Rom 312“ in den Panometern Leipzig und Dresden benutzte.
Mit der Entwicklung des Films zum Massenmedium zu Beginn des 20. Jahrhunderts schwand das Interesse an den Panoramadarstellungen. 1927 wurde der Ausstellungsraum des Panorama zu einem Veranstaltungssaal umgebaut. Unter der Bezeichnung „Künstlerspiele“ oder auch „Künstlerspiele Oswald Schlinke“ (Schlinke war der Wirt des Panorama) fanden Solokonzerte und Theateraufführungen statt. Gründer und künstlerischer Leiter der Künstlerspiele war Rudi Gfaller. Im Stadtgeschichtlichen Museum existiert ein Konzertprogramm, in dem auch auf den täglichen „5 Uhr-Tee“ hingewiesen wird. Auf alten Postkarten finden sich auch Abbildungen, auf denen der Saal voller Billardtische steht. Im Biergarten hinter dem Haus fanden sommers täglich Konzerte von Militärkapellen statt.
Der Bombenangriff auf Leipzig vom 4. Dezember 1943 traf auch das Panorama. Die Ruine stand noch bis in die 1950er-Jahre. Der Platz ist noch nicht wieder bebaut.

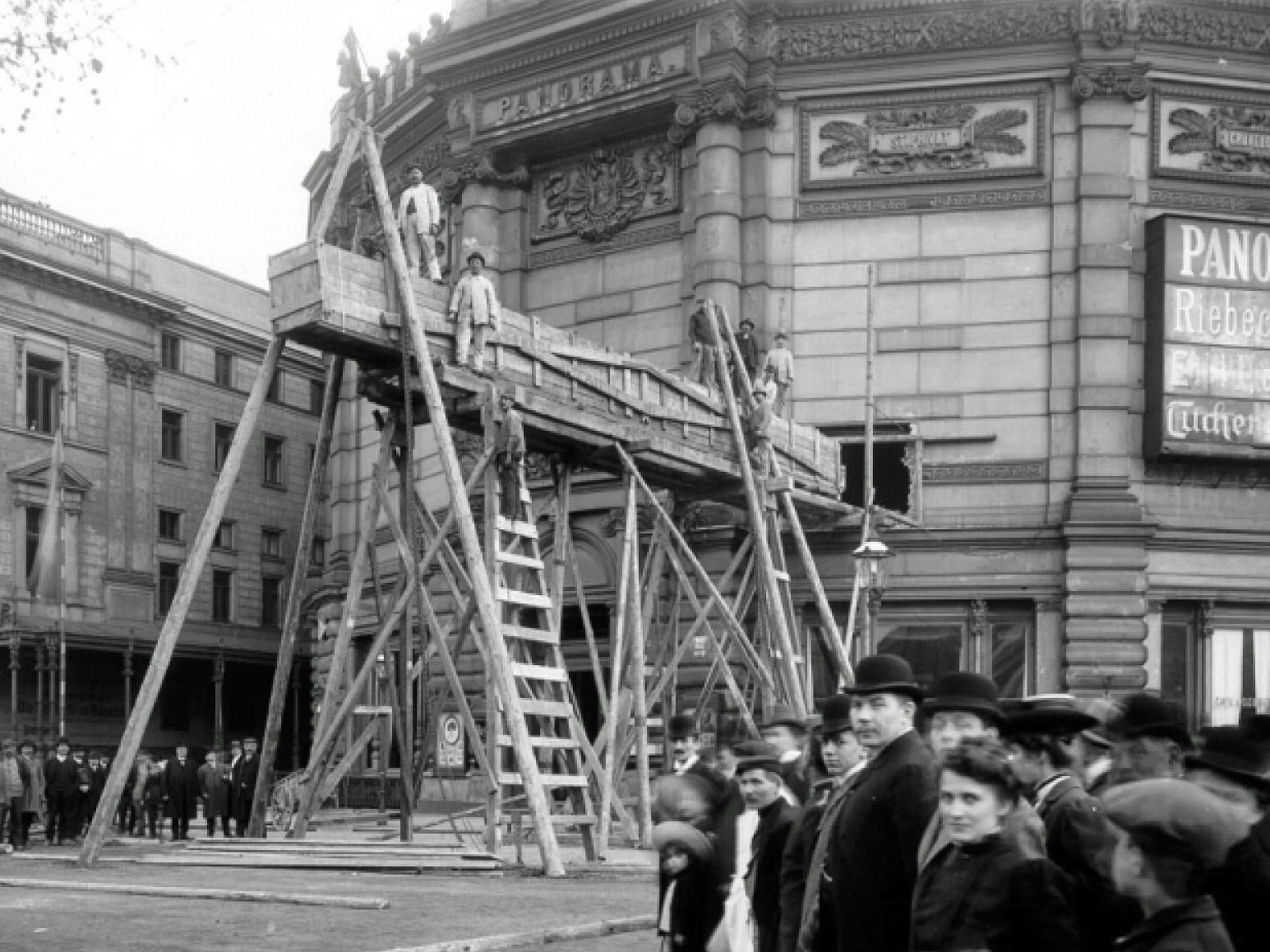
Montagearbeiten, vermutlich Ankunft eines neuen Bildes
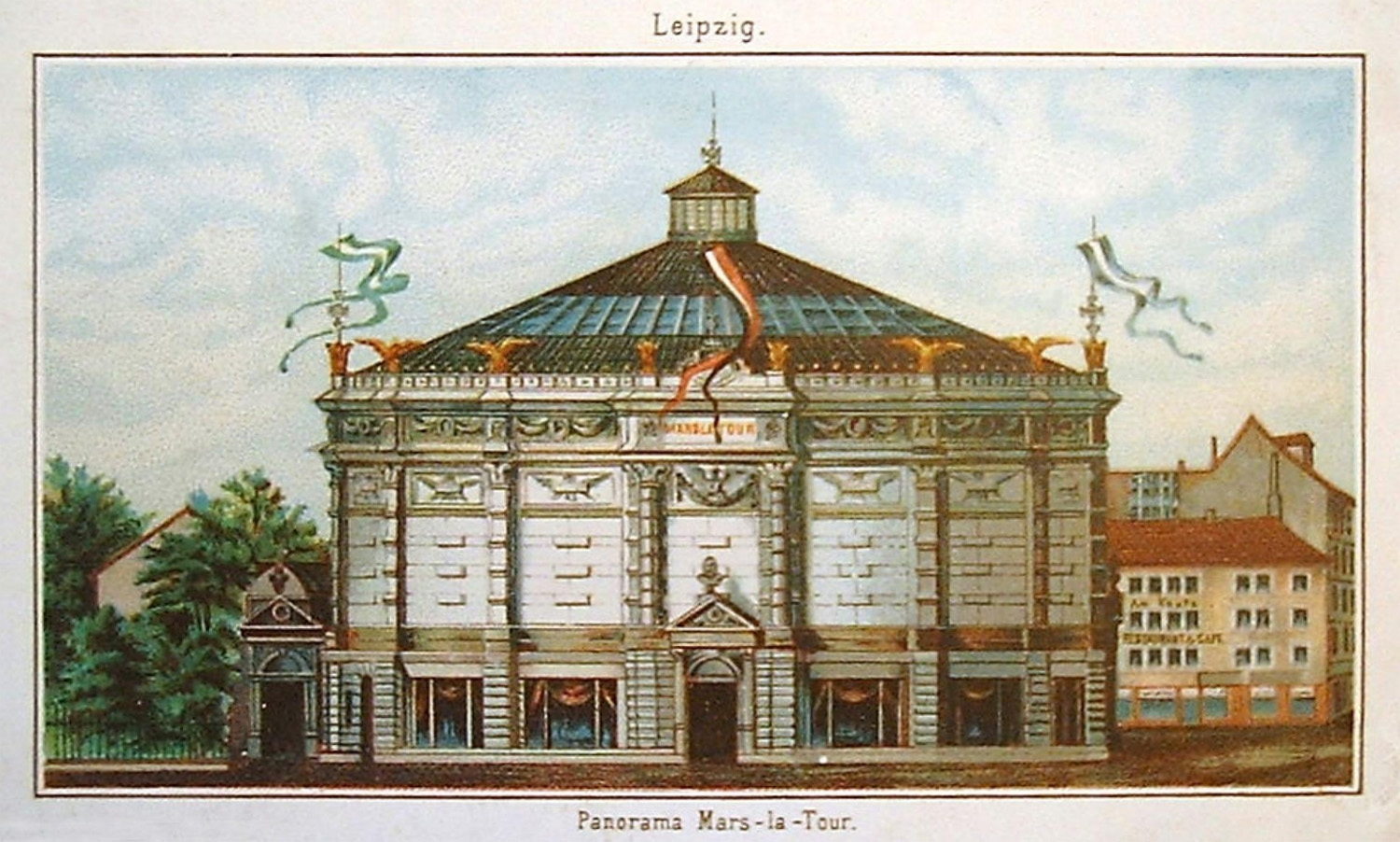
Reklame für das Bild Mars-la-Tour im Leipziger Panorama
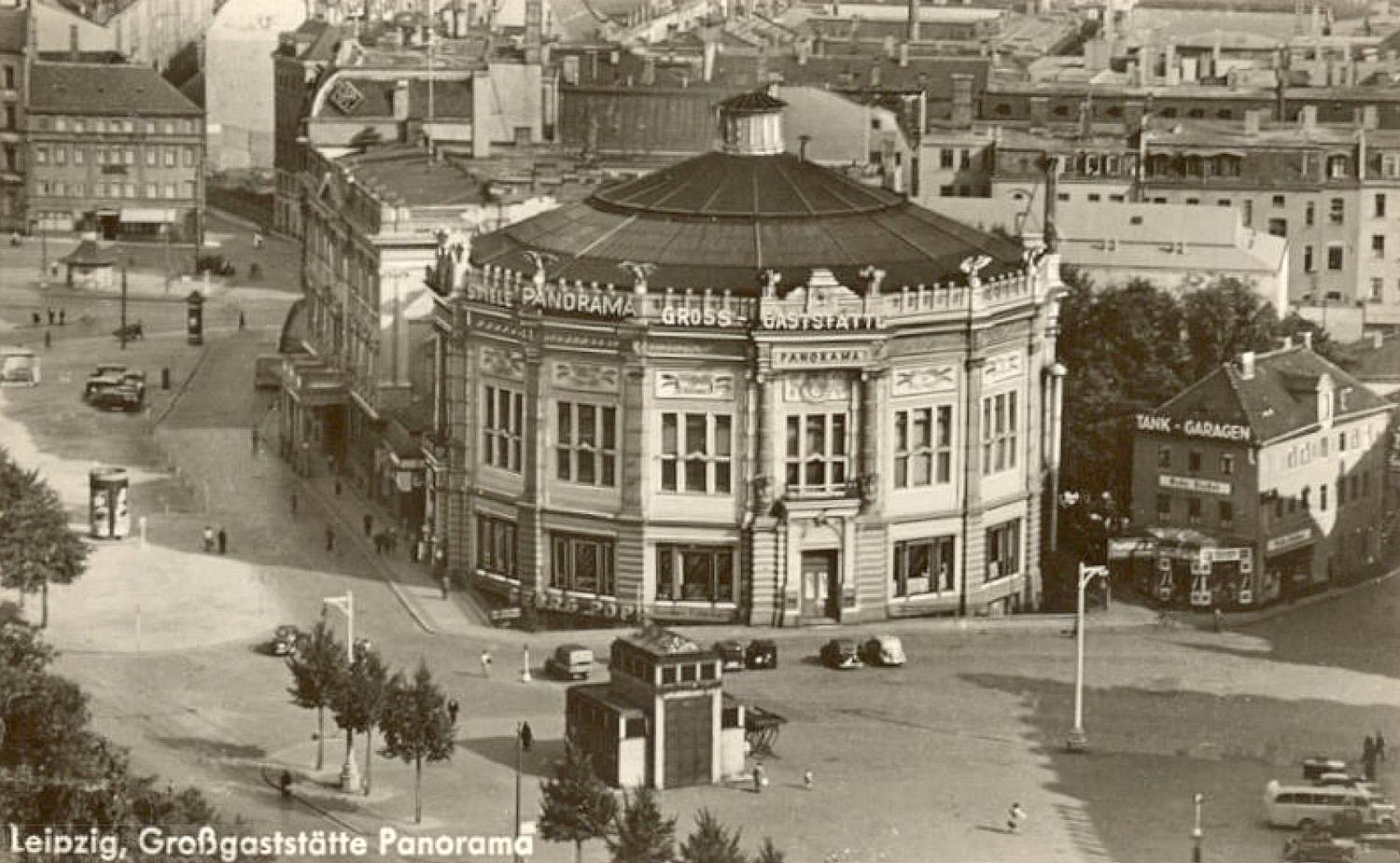
Die Großgaststätte Panorama am Roßplatz
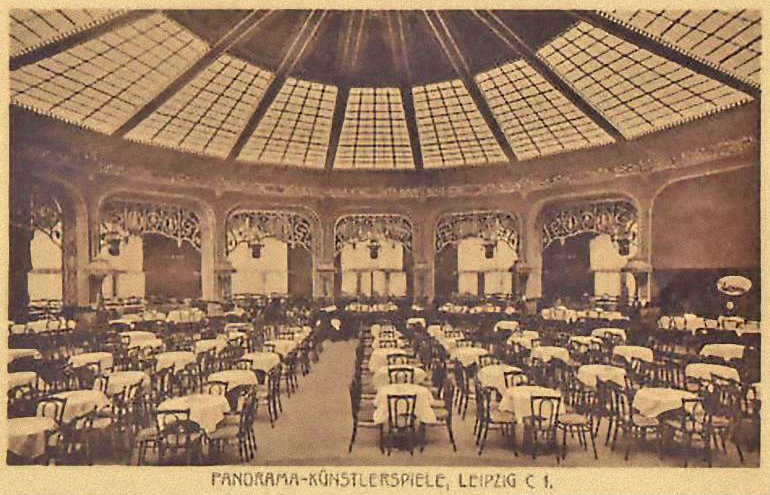
Saal der Künstlerspiele im Panorama
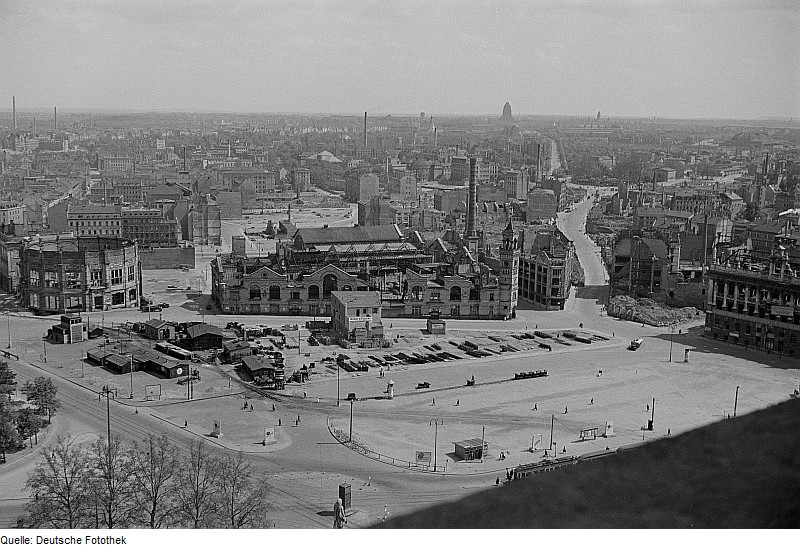
Nach der Zerstörung (auf dem Bild links)